# Hochfrankentarif

Logo Hochfrankentarif

Der Hochfrankentarif (HOT-Tarif) war ein regionaler Verkehrsverbund im Busverkehr in Bayern. Er galt im Busverkehr im Landkreis Hof, in der Stadt Hof sowie im Landkreis Wunsiedel. Außerdem galt der Tarif in Teilen des Landkreises Bayreuth und des Landkreises Tirschenreuth. Der Schienenpersonennahverkehr war nicht in den Tarif integriert.
Mit dem Beitritt des Tarifgebiets zum Verkehrsverbund Großraum Nürnberg am 1. Januar 2024 wurde die Tarifkooperation obsolet und der Hochfrankentarif eingestellt. Zuvor gab es einen gemeinsamen Wabentarif, der 2016 den bisherigen Entfernungstarif im Landkreis Hof und den Wabentarif der Verkehrsgemeinschaft Fichtelgebirge im Landkreis Wunsiedel abgelöst hatte.

## Beteiligte Unternehmen
Folgende Unternehmen waren zuletzt am Gemeinschaftstarif beteiligt:
- Verkehrsbetriebe Bachstein GmbH
- Biersack Reisen e.K.
- DB Frankenbus GmbH
- HofBus GmbH
- Omnibusverkehr Oberland GmbH
- Plauener Omnibusbetrieb GmbH
- DB Ostbayernbus GmbH
- Verkehrsunternehmen  Viol
- Omnibusunternehmen Weiherer